# Azad Hind
Ārzī Hukūmat-e-Āzād Hind (hindi आर्ज़ी हुक़ूमत-ए-आज़ाद हिन्द), Guvernământul Provizoriu al Indiei Libere, sau, mai simplu, India Liberă (Azad Hind), a fost un guvern provizoriu indian întemeiat în Singapore aflat sub ocupație japoneză, în 1943, susținut de către Imperiul Japonez și Germania Nazistă.  
A fost o parte a mișcării politice care s-a ivit în anii 1940 în afara Indiei cu scopul de a se alia cu Puterile Axei pentru a elibera India de sub ocupația britanică. A fost înființat de naționaliști indieni aflați în exil în partea târzie a celui de-Al Doilea Război Mondial în Singapore cu asistență monetară, militară și politică de la Imperiul Japonez
Întemeiat pe 21 octombrie 1943, guvernul a fost inspirat de conceptele lui Subhas Chandra Bose care a fost de asemenea conducătorul guvernului și capul statului al acestui Guvern Indian Provizoriu din exil. Guvernul a proclamat autoritate asupra personalului civil și militar indian din teritoriul colonial britanic din Asia de sud-est și autoritate prospectivă asupra teritoriului indian care urma să cadă forțelor japoneze și ale Armatei Naționale Indiene în timpul Campaniei din Burma din Al Doilea Război Mondial. Guvernul Azad Hind-ului avea propria sa moneda, tribunal și cod civil, iar în ochii unor indieni existența sa a dat o legitimitate mai mare luptei spre independență împotriva britanicilor. 
Cu toate acestea, deși avea toate necesitățile unui guvern legitim, îi lipseau multe și definite zone de teritoriu suveran până când Japonia le-a dat autoritate nominală asupra Insulelor Andaman și Nicobar în 1943 și ocupația a unor parți din Manipur și Nagaland. Oficialii japonezi au luat toate hotararile, și pe parcursul existentei sale a fost dependent în totalitate de sprijinul japonez.
Îndată după întemeierea guvernului din exil, Azad Hind a declarat război forțelor aliate anglo-americane de pe frontul indo-burmez.
Armata sa, "Azad Hind Fuaj" (Armata Națională Indiana), a intrat în acțiune împotriva Armatei Indiene Britanice și forțelor aliate ca parte din Armata Imperială Japoneză în sectorul Imphal-Kohima. Armata Națională Indiană și-a avut primul angajament major în Bătălia de la Imphal unde, sub comanda a Cincisprezecea Armata Japoneză, a străpuns apărările britanice din Kohima, ajungând la Moirang, înainte de a suferi o înfrângere catastrofala ca forțele aliate, a avut loc și dominația aliate aeriene și liniile de alimentare compromis forțat atât japonezi și INA să se retragă.
Moștenirea Azad Hind este, cu toate acestea, deschisă la dezbatere. După război, India Britanică a observat cu alarmă transformarea percepției asupra Azad Hindului de la trădători și colaboratori la „cei mai grozavi dintre patrioți“.Având în vedere valul naționalismului militant care a cuprins prin India și resentimentele și revolta pe care au stârnit-o, se poate susține că scopul său general, pentru a promova resentimentele publice și revolte din cadrul forțelor indiene ale britanicilor armata indiană să răstoarne India Britanică, a fost în cele din urmă un succes.